# Rivière Nebnellis
La rivière Nebnellis est un affluent de la rive sud-est de la rivière Chaudière laquelle coule vers le nord pour se déverser sur la rive sud du fleuve Saint-Laurent.
La rivière Nebnellis coule dans la municipalité de Frontenac, dans la municipalité régionale de comté (MRC) Le Granit, dans la région administrative de l'Estrie, au Québec, au Canada.

## Géographie
Les principaux bassins versants voisins de la rivière Nebnellis sont :
- côté nord : rivière Chaudière ;
- côté est : rivière Kokombis ;
- côté sud : Lac Mégantic, rivière Chaudière ;
- côté ouest : rivière Chaudière.

La rivière Nebnellis prend sa source en zone montagneuse dans la partie sud-est de la municipalité de Frontenac à 0,3 km au nord-ouest de la frontière canado-américaine. Cette source est située à 4,8 km à l'est du hameau "Trudel", à 10,2 km au nord-est du lac aux Araignées, à 10,7 km à l'est du centre du village de Saint-Jean-Vianney et à 0,7 km au nord du sommet du mont Bory et au nord du mont Wait, (É.U.A.).

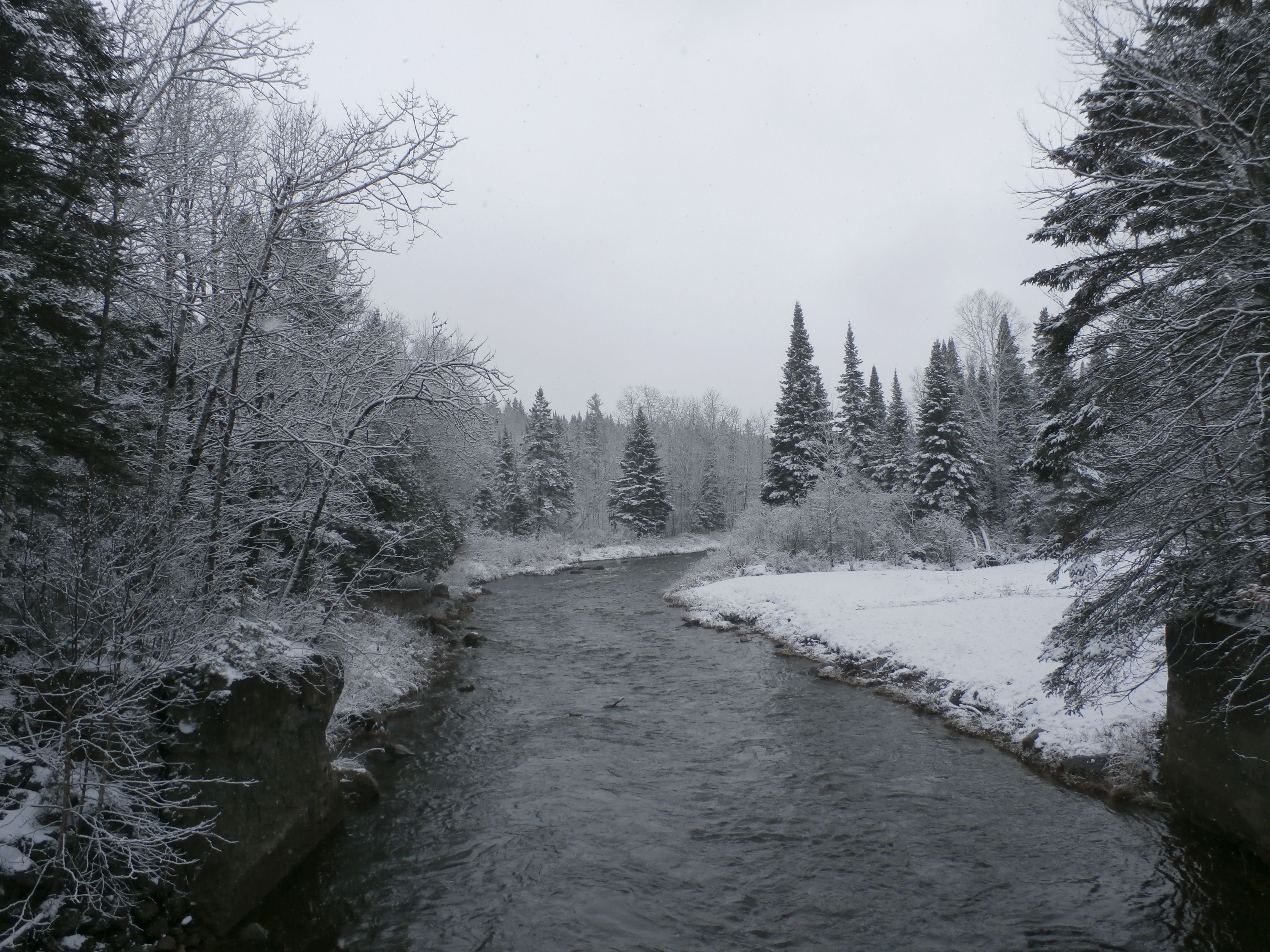
Rivière Nebnellis en amont du Chemin du Barrage.

À partir de sa source, la rivière Nebnellis coule sur 18,1 km répartis selon les segments suivants :
- 2,5 km vers le nord-ouest, jusqu'à un pont routier ;
- 2,6 km vers l'ouest, jusqu'à la confluence d'un ruisseau drainant le hameau Trudel ;
- 2,3 km vers le nord-ouest, jusqu'au pont routier du chemin du Mont Round Top ;
- 2,3 km vers le nord-ouest, jusqu'au chemin du 5e rang ;
- 1,8 km vers le nord-ouest, jusqu'à la route 204 dont le pont a été reconstruit en 2013 ;
- 0,5 km vers l'ouest, jusqu'à la confluence du ruisseau White (venant du sud) ;
- 2,1 km vers le nord, jusqu'à la confluence de la rivière Kokombis ;
- 3,0 km vers le nord, jusqu'au chemin du Barrage ;
- 1,0 km vers le nord, jusqu'à sa confluence.

La rivière Nebnellis se déverse sur la rive sud-est de la rivière Chaudière dans la municipalité de Frontenac. Sa confluence se situe en aval de la confluence du ruisseau O'Hara et de la confluence de la rivière Glen, ainsi qu'en amont de la confluence de la rivière Drolet et à 1,4 km en amont de la confluence de la rivière Madisson.

## Toponymie
Le toponyme rivière Nebnellis a été officialisé le 5 décembre 1968 à la Commission de toponymie du Québec.